# Uzovská Panica
Uzovská Panica es un municipio del distrito de Rimavská Sobota en la región de Banská Bystrica, Eslovaquia, con una población estimada a final del año 2024 de 835 habitantes.
Se encuentra ubicado al este de la región, en la cuenca hidrográfica del río Sajó —un afluente derecho del río Tisza— y cerca de la frontera con la región de Košice y con Hungría.

## Demografía
| Año        | 1994 | 2004     | 2014    | 2024     |
| ---------- | ---- | -------- | ------- | -------- |
| Población  | 599  | 694      | 750     | 835      |
| Diferencia |      | +15,85 % | +8,06 % | +11,33 % |

| Año        | 2023 | 2024    |
| ---------- | ---- | ------- |
| Población  | 826  | 835     |
| Diferencia |      | +1,08 % |